# 나다 오닉스

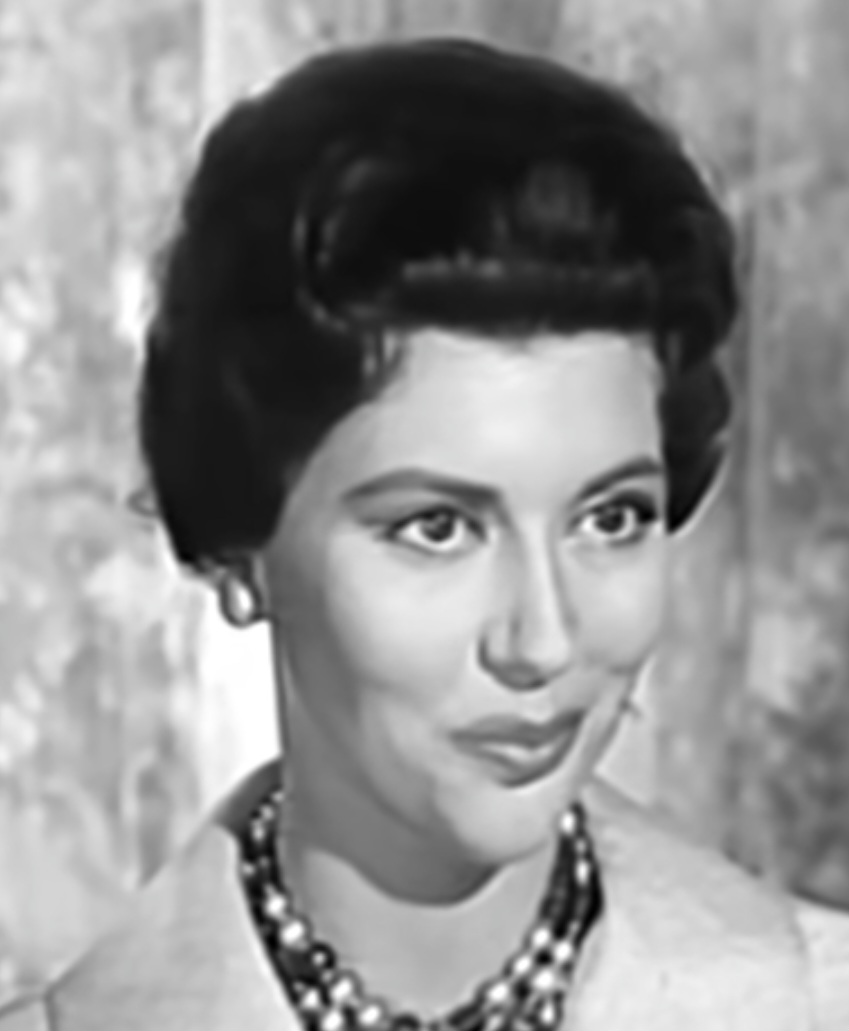

나다 오닉스(Narda Onyx, 1934년 12월 20일 ~ 1991년 3월 18일)는 미국의 배우, 텔레비전 배우, 영화배우이다.
에스토니아에서 태어났으며 벤투라에서 사망하였다.

## 영화
- 제시 제임스 프랭켄슈타인의 딸을 만나다 (1966년)
- 히틀러 (1962년)